# Nakasongola (district)
Nakasongola is een district in Centraal-Oeganda.
Nakasongola telt 125.297 inwoners.